# Yutthapoom Srichai
Yutthapoom Srichai (* 15. Januar 1991) ist ein thailändischer Fußballspieler.

## Karriere
Yutthapoom Srichai stand von 2016 bis 2017 beim Sukhothai FC unter Vertrag. Wo er vorher gespielt hat, ist unbekannt. Der Verein aus Sukhothai spielte in der ersten Liga, der Thai League. 2016 gewann er mit Sukhothai den FA Cup. Für Sukhothai stand er dreimal in der ersten Liga im Tor. Im Juni 2017 wurde sein Vertrag nicht verlängert.
Seit dem 14. Juni 2017 ist Srichai vertrags- und vereinslos.

## Erfolge
Sukhothai FC
- FA Cup: 2016